# Ilie Stoica
Ilie Stoica (n. 21 iulie 1960) este un senator român în legislatura 2004-2008 ales în județul Sibiu pe listele partidului PC.
A fost primar în orașul Avrig.